# Prairiana hirsuta
Prairiana hirsuta är en insektsart som beskrevs av Delong 1942. Prairiana hirsuta ingår i släktet Prairiana och familjen dvärgstritar. Inga underarter finns listade i Catalogue of Life.